# Каарен Верне
Інгеборг Грета Катерина Марі-Розе Клінкерфусс (нім. Ingeborg Greta Katerina Marie-Rose Klinckerfuss) або Каарен Верне (нім. Kaaren Verne, 6 квітня 1918, Берлін, Німецька Імперія — 23 грудня 1967, Голлівуд, Каліфорнія, США) — німецько-американська акторка і співачка.

## Біографія
Народилася 6 квітня 1918 року в Берліні (Німецька Імперія).
У 1936—1945 роках була одружена з музикантом Артуром Янгом. Народила сина Аластера Янга (08.04.1937). У 1945—1952 роках була у шлюбі з актором Петером Лорре. На момент своєї смерті Верне була у шлюбі з істориком і кінокритиком Джеймсом Пауерсом. У 1964 році, після смерті Лорре, вона з Пауерсом удочерили його доньку Катаріну Лорре (1953—1985, померла від ускладнень діабету).
49-річна Каарен Верне померла 23 грудня 1967 року при нез'ясованих обставинах у своєму голлівудському будинку (штат Каліфорнія, США). Деякі джерела стверджують, що Верне покінчила життя самогубством, а інші, що останнім часом вона сильно хворіла, включаючи проблеми з серцем, і виглядала набагато старшою за свій вік. Похована на «Calvary Cemetery», що в Міннесоті.

## Кар'єра
У 1940—1966 року зіграла у 27-ми фільмах і телесеріалах. У рідній Німеччині Верне, переважно, грала в театрах, а розквіт кінематографічної кар'єри припав на часи в США.
Також була співачкою.

## Вибрана фільмографія
- 1952 — Злі й гарні
- 1959 — Сутінкова зона
- 1965 — Корабель дурнів